# Frasdorf
Frasdorf ist eine Gemeinde im oberbayerischen Landkreis Rosenheim zu Füßen der westlichen Chiemgauer Alpen. Der gleichnamige Hauptort ist Sitz der Gemeindeverwaltung und hat eine eigene Auf- und Abfahrt zur A 8, die München mit Salzburg verbindet.

## Geographie

### Lage
Die Distanz zu München ist 78 km, zu Rosenheim 20 km, zu Prien am Chiemsee acht Kilometer, zu Traunstein 32 km, zu Salzburg 63 km und zu Kufstein 34 km (über Sachrang) bzw. 45 km (über Bundesautobahn 93).

### Gemeindegliederung
Es gibt 74 Gemeindeteile:
- Aich
- Anger
- Bachgraben
- Bäckermühle
- Bichl
- Brandenberg
- Daxa
- Dösdorf
- Ebnat
- Frasdorf
- Gasbichl
- Ginnerting
- Graben
- Greimelberg
- Haslau
- Hendenham
- Hierankl
- Irlach
- Kaltenbrunn
- Kranzl
- Kropfetsöd
- Laiming
- Lederstube
- Leitenberg
- Lochen
- Mitterbichl
- Mitterreit
- Mönibuch
- Mühlberg
- Niesberg
- Oberacherting
- Oberhaustätt
- Oberprienmühle
- Oberreit
- Oberwildenried
- Oed
- Oed am Rain
- Pfaffing
- Pfannstiel
- Pfifferloh
- Rain
- Reit
- Ried
- Riedlach
- Röcka
- Röselsberg
- Ruckerting
- Sagberg
- Sandgrub
- Sankt Florian
- Soilach
- Stadl
- Stätt
- Stelzenberg
- Stockach
- Stötten
- Stüblach
- Stupfa
- Tauern
- Thal
- Umrathshausen
- Unteracherting
- Unterhaustätt
- Unterprienmühle
- Unterwildenried
- Waizenreit
- Walkerting
- Wessen
- Westerndorf
- Wildenwart
- Wilhelming
- Winkling
- Winterstubn
- Zellboden

### Natur
Folgende Schutzgebiete berühren das Gemeindegebiet:
- Landschaftsschutzgebiet Inschutznahme des Prientales als LSG (LSG-00134.01)
- Landschaftsschutzgebiet Inschutznahme der Thalkirchner Achen und ihrer Umgebung als LSG (LSG-00147.01)
- Landschaftsschutzgebiet Inschutznahme des Bärnsees und seiner Umgebung als LSG (LSG-00144.01)
- Fauna-Flora-Habitat-Gebiet Hochriesgebiet und Hangwälder im Aschauer Tal (8239-371)

## Geschichte

### Bis zur Gemeindegründung
Frasdorf wurde 1135 als Fradelsdorf das erste Mal urkundlich erwähnt. Wildenwart, Frasdorf und Umrathshausen gehörten vor 1800 zur mit der Hochgerichtsbarkeit ausgestatteten Herrschaft Wildenwart bzw. zu der mit ihr verbundenen Herrschaft Hohenaschau. Frasdorf wurde im Zuge der Verwaltungsreformen in Bayern 1818 eine selbständige politische Gemeinde.

### Eingemeindungen
1857 wurde die Gemeinde Walterting nach Frasdorf eingemeindet. Gebietsteile der aufgelösten Gemeinden Wildenwart und Umrathshausen wurden im Zuge der Gemeindegebietsreform am 1. Mai 1978 eingegliedert.

### Einwohnerentwicklung
Zwischen 1988 und 2018 wuchs die Gemeinde von 2508 auf 3099 um 591 Einwohner bzw. um 23,6 %.

## Politik

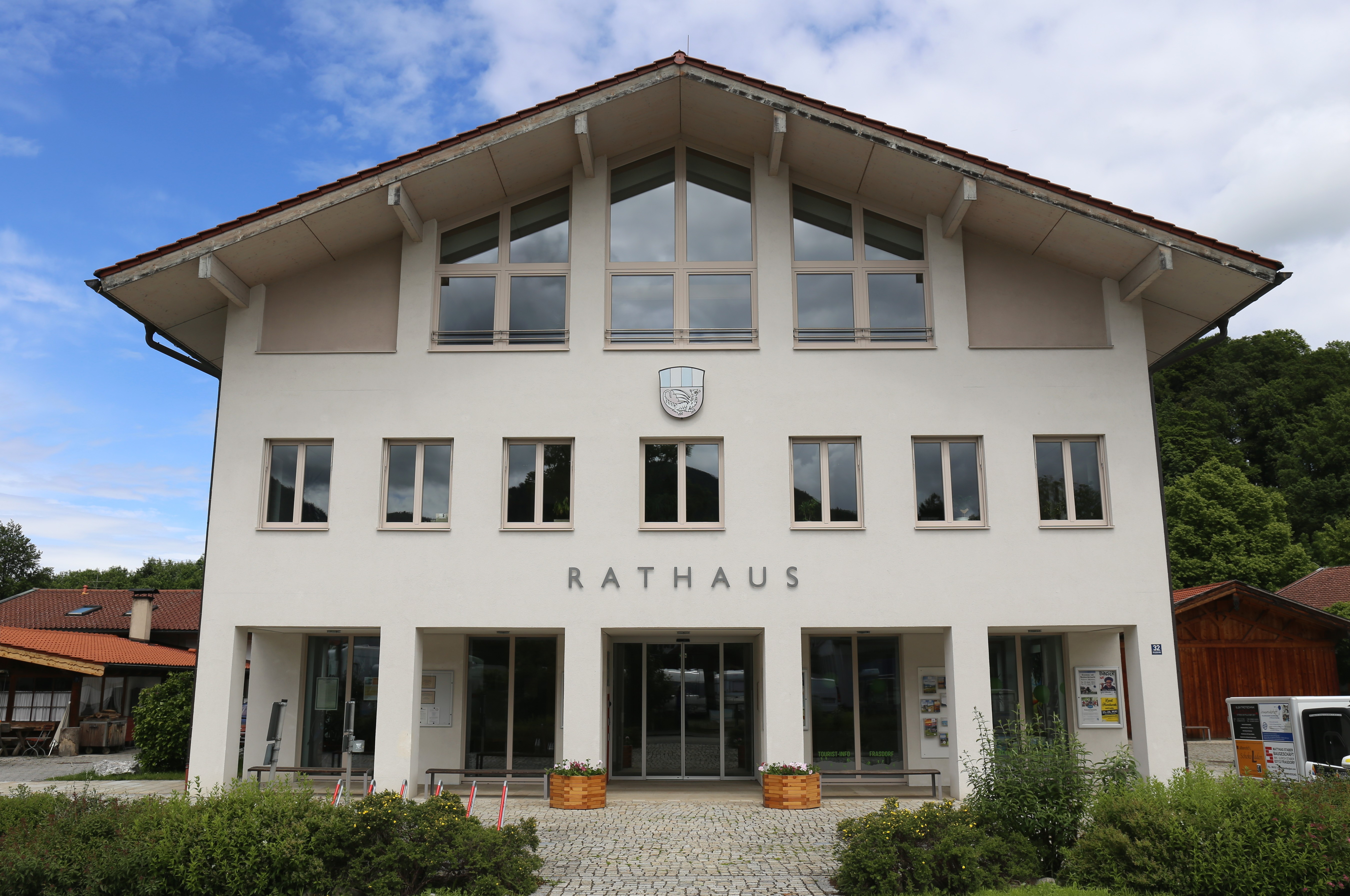
Rathaus Frasdorf

### Gemeinderat
Der Gemeinderat hat folgende Zusammensetzung:
| Partei/Liste                           | 2020 | 2014 | 2008 | 2002 |
| -------------------------------------- | ---- | ---- | ---- | ---- |
| CSU                                    | 4    | 4    | 4    | 5    |
| Freie Wählergruppe Frasdorf            | 6    | 5    | 5    | 4    |
| Freie Wählerschaft Wildenwart          | 3    | 3    | 3    | 3    |
| Freie Wählergemeinschaft Umrathshausen | 2    | 2    | 2    | 2    |
| BP                                     | 1    | –    | –    | –    |
| Sitze insgesamt                        | 16   | 14   | 14   | 14   |

### Bürgermeister
Erster Bürgermeister ist Daniel Mair (CSU).

### Wappen
| | Blasonierung: „Geteilt; oben dreimal gespalten von Blau und Silber, unten in Rot ein linksgewendeter silberner Drache.“ |
| Wappenbegründung: Die dreifache Spaltung ist aus dem Wappen der 1576 ausgestorbenen Herren von Gundriching übernommen, die bis in das 16. Jahrhundert als Grundherren im namengebenden Gemeindeteil Ginnerting von Bedeutung waren. Der Drache gilt als Attribut der heiligen Margarete und symbolisiert das Patrozinium der Pfarrkirche von Frasdorf, deren Bestand schon im 12. Jahrhundert belegt ist. | |

Wappen von Wildenwart
Wappen von Umrathshausen

## Kultur und Sehenswürdigkeiten
- Die Pfarrkirche St. Margaretha im Ortskern
- Die gotische Wallfahrtskirche St. Florian mit ihrer barocken Brunnenkapelle
- Filialkirche Heilig Blut in Umrathshausen
- Die Christkönigskirche zu Wildenwart
- Das Schloss Wildenwart über dem Tal der Prien
- Das Höhlenmuseum mit angeschlossenem Dorfmuseum

Landschaftlich bedeutend ist das Karstgebiet Laubenstein mit seinen Höhlen.
In Frasdorf ist ein Heimat- und Kulturverein ansässig. 

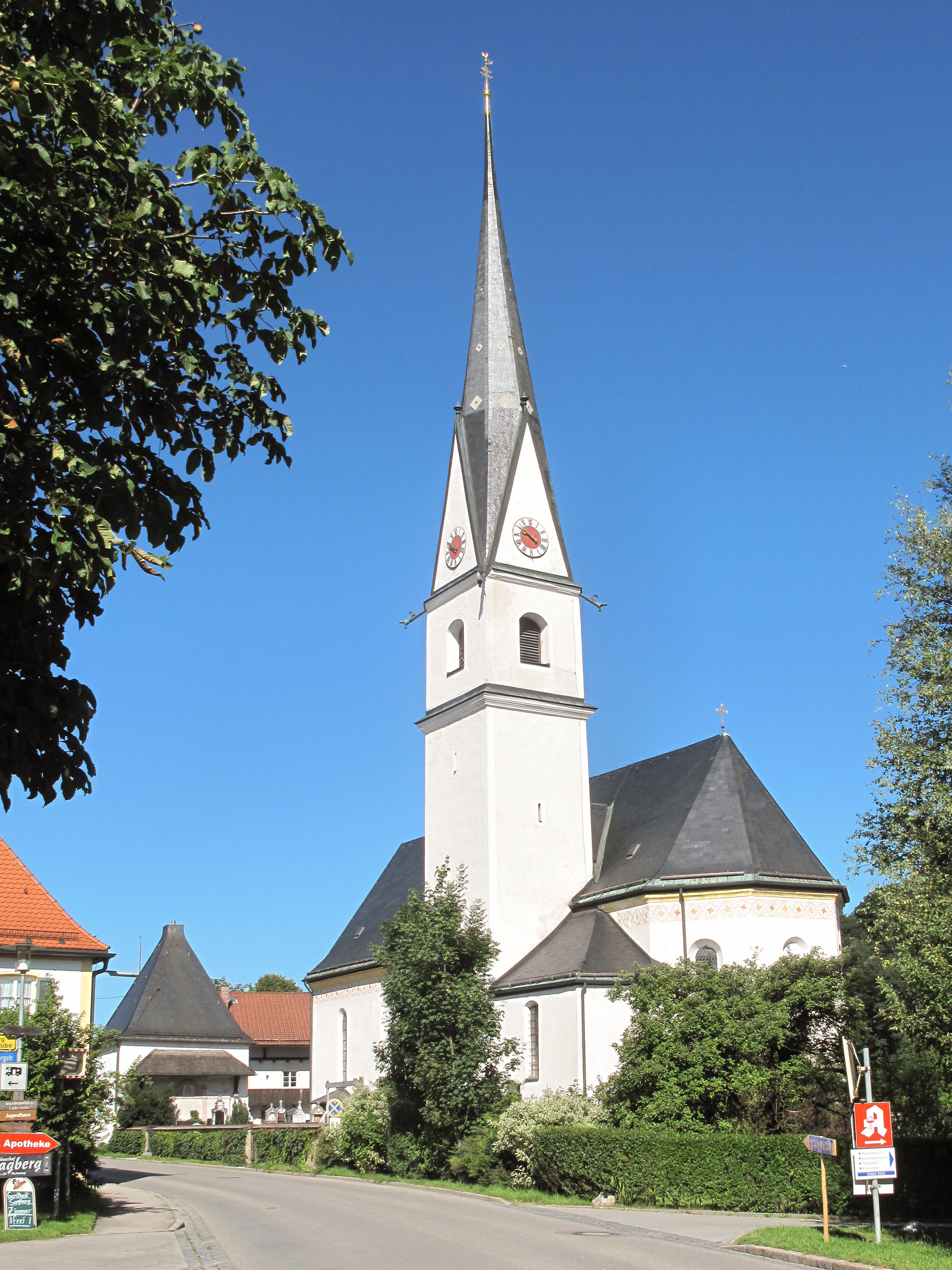
Pfarrkirche St. Margaretha
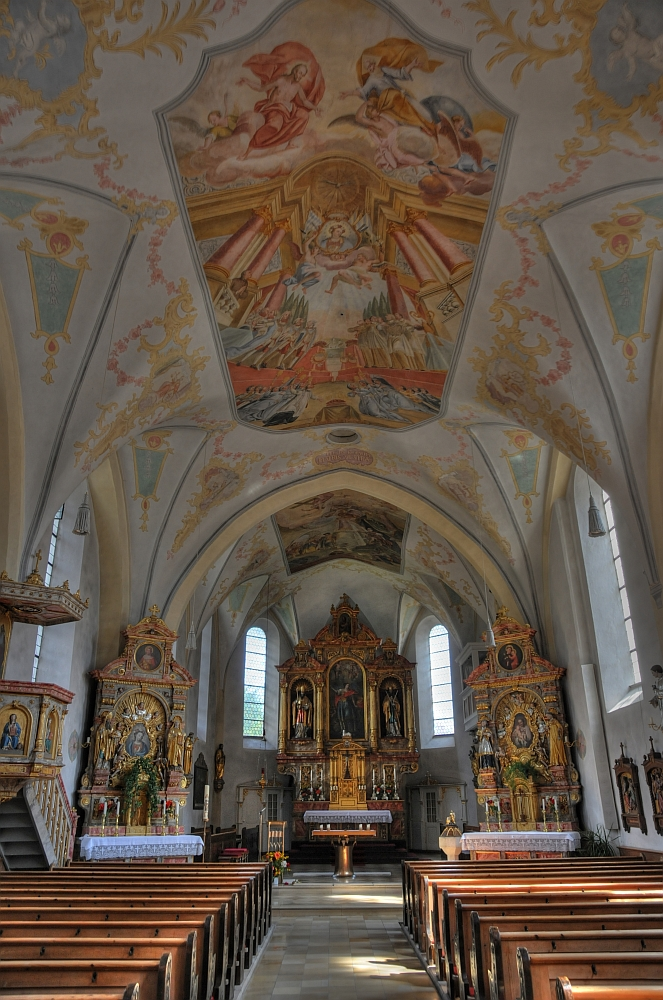
Pfarrkirche St. Margaretha, Innenraum
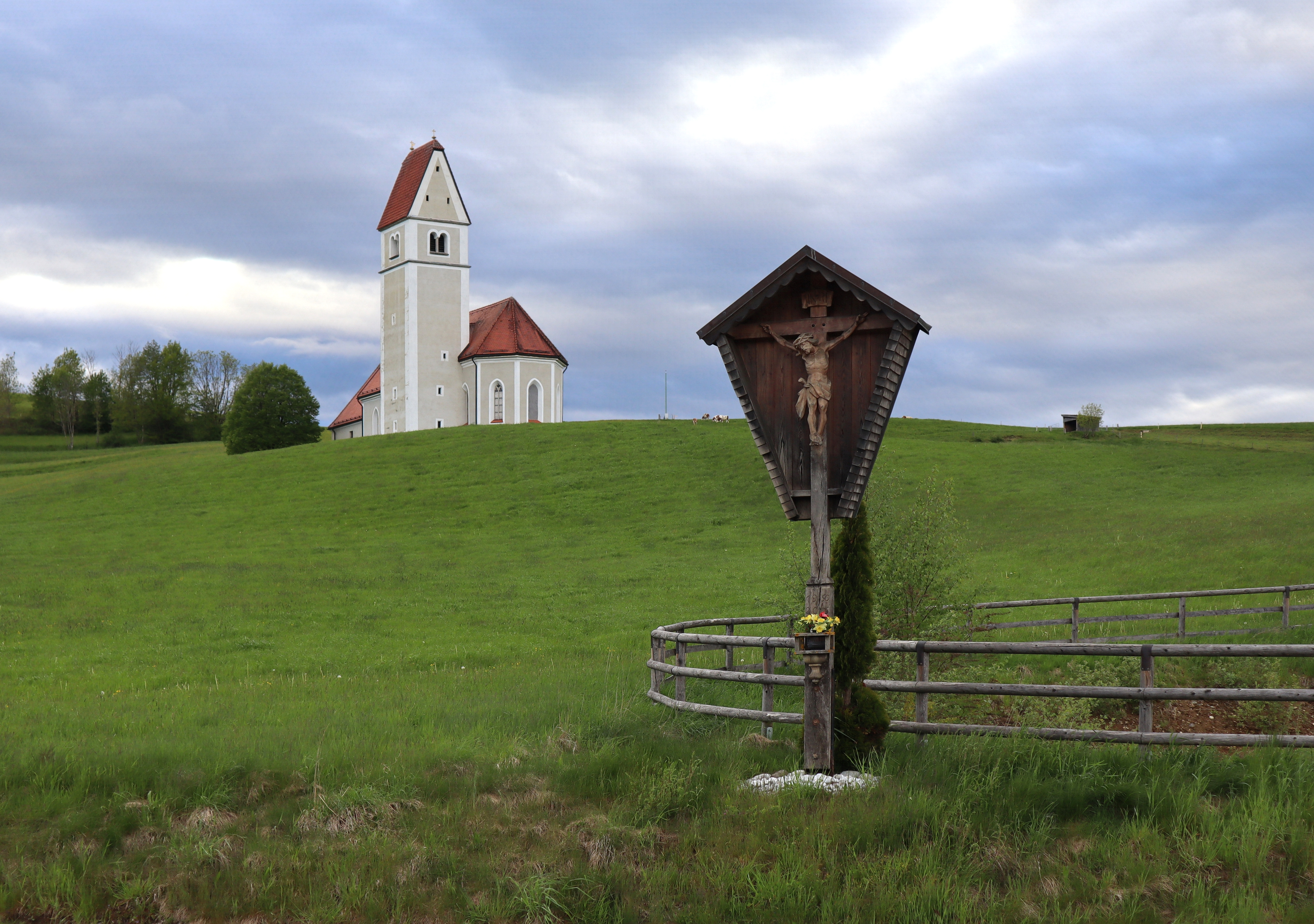
Wallfahrtskirche St. Florian

## Verkehr
Der nächste Bahn-Haltepunkt befindet sich bei Umrathshausen etwa 3,5 km von Frasdorf entfernt.
Frasdorf ist mit zwei Buslinien an den Regionalverkehr Oberbayern (RVO) angebunden. Durch die Linien 9494 und 9496 bestehen Verbindungen nach Rosenheim, Rohrdorf, Aschau im Chiemgau, Prien am Chiemsee, Söllhuben, Riedering und Stephanskirchen.
Frasdorf liegt am Bodensee-Königssee-Radweg, welcher in Lindau beginnt und zum Königssee bei Berchtesgaden führt.

## Persönlichkeiten
- Maria Furtner (1821–1884), die Wassertrinkerin von Frasdorf
- Wolfgang von Gronau (1893–1977), Seeflieger und Luftfahrtpionier
- Wilhelm Schacht (1903–2001), Botaniker, Gärtner, Fotograf und Autor; starb in Frasdorf
- Wastl Fanderl (1915–1991), Musiker, Volksliedsammler und -vermittler; die Grundschule in Frasdorf wurde nach ihm benannt
- Josef Hamberger (1925–2019), Bildhauer mit dem Schwerpunkt christlicher Kunst
- Julia Kink (* 2004), Biathletin